# Begutachtungsstelle für Fahreignung
Die Begutachtungsstellen für Fahreignung (kurz BfF) führen die in der Fahrerlaubnis-Verordnung geregelte Begutachtung der Fahreignung (MPU) durch. Bis zur Liberalisierung des Arbeitsgebietes im Jahr 2000 war der Begriff „Medizinisch-Psychologische Untersuchungsstelle“ gebräuchlich. Er wird inoffiziell weiter verwendet.
Die MPU-Stellen haben die Aufgabe, Kraftfahrer nach Fahrten unter Alkohol- oder Drogeneinfluss sowie verkehrsauffällige Kraftfahrer („Punktetäter“) oder Personen mit erhöhtem Aggressionspotential im Interesse der Verkehrssicherheit auf ihre Eignung zum Führen von Kraftfahrzeugen zu überprüfen. Die Kosten trägt als Auftraggeber der untersuchte Kraftfahrer.
Seit der Liberalisierung im Jahr 1999 werden die Träger von Begutachtungsstellen für Fahreignung von der Bundesanstalt für Straßenwesen (BASt) akkreditiert (bis Ende 2009) beziehungsweise begutachtet. Erster akkreditierter Träger war die TÜV MPI GmbH im Jahr 1999.
Die Anforderungen an Träger von Begutachtungsstellen für Fahreignung sind in der Richtlinie über die Anforderungen an Träger von Begutachtungsstellen für Fahreignung (§ 66 FeV) und deren Begutachtung durch die Bundesanstalt für Straßenwesen festgelegt.